# HLA-B46
HLA-B46 هو نمط مصلي من مستضد الكريات البيضاء البشرية-ب.